# 马来西亚LGBT权益
女同性恋、男同性恋、双性恋、跨性别人士（LGBT）的权益在马来西亚境内不受马来西亚法律保障。《马来西亚刑法》阐明男性同性性行为为违法和违反自然规律的《1976年婚姻和行为法》（Laws of Malaysia Act 164 - Law Reform (Marriage and Divorce) Act 1976），同性婚姻和同性伴侣关系不受官方承认。马来西亚也不允许同性伴侣收养继子女、联合收养、公开服役、男同性恋情侣商业代孕、女同性恋试管婴儿和男男性接触人群（MSM）捐血。马来西亚也是59个针对联合国性倾向与性别认同议题签署2008年反对LGBT权益的声明 （页面存档备份，存于）的国家之一。

## 历史背景
马来西亚曾为英国殖民地，其《刑法》源自同样被英国统治的印度。原本的第377条将任何与其他人或动物进行的「非自然」性交媾行为视为违法；另一条文为第377A条，其将男性之间的「严重猥亵」（gross indecency）视为有罪。独立后的马来亚联合邦和后来的马来西亚继续采用英美法系作为其法律体系至今，很大的程度上继承了许多英国所留下来的刑法，而现今的英国早已将这套法律废除。
马来西亚是一个以穆斯林居多的国家，受伊斯兰教和前英殖民文化的影响，同性恋权利不被法律保障和社会承认。

## 法律

### 刑法
《马来西亚刑法》第377A条文中明定口交和肛交属违反自然性行为，可在第377B条文下被判刑。
通过将阴茎插入另一人的肛门或口中而与另一人发生性关系的任何人都被称为违法自然性交。
（英文原文：Any person who has sexual connection with another person by the introduction of the penis into the anus or mouth of the other person is said to commit carnal intercourse against the order of nature. 
Explanation — Penetration is sufficient to constitute the sexual connection necessary to the offence described in this section.）
第377B条文则列明违反第377A条文者将会被处以二至二十年徒刑和鞭刑。
任何人自愿以非自然的方式进行性行为者，可被处以二十年以下有期徒刑，也可处以鞭刑。
（英文原文：Whoever voluntarily commits carnal intercourse against the order of nature shall be punished with imprisonment for a term which may extend to twenty years, and shall also be liable to whipping.）

### 伊斯兰法律
伊斯兰法律仅适用于国内的穆斯林。依据《马来西亚联邦宪法》，伊斯兰法律属各州政府管辖范围。因此，各州立法议会可各自修订适用于该州的伊斯兰法律。马来西亚所有13个州和3个联邦直辖区的伊斯兰法律皆明文规定穆斯林涉及同性性行为皆属违法行为。
| 州属/法律 | 女同性恋关系 | 男同性恋关系 | 非自然性行为 | 同性恋性关系 | 企图发生男同性性关系 | 企图发生女同性性关系 | 男性冒充女性 | 女性冒充男性 | 更换性别 |
| --------- | ------------ | ------------ | ------------ | ------------ | -------------------- | -------------------- | ------------ | ------------ | -------- |
| 雪兰莪    |              |              | ✔️           | ✔️           |                      |                      | ✔️           |              |          |
| 沙巴      | ✔️           | ✔️           | ✔️           |              |                      |                      | ✔️           | ✔️           |          |
| 马六甲    | ✔️           | ✔️           | ✔️           |              | ✔️                   |                      | ✔️           |              |          |
| 森美兰    | ✔️           | ✔️           | ✔️           |              |                      |                      | ✔️           | ✔️           |          |
| 吉兰丹    | ✔️           | ✔️           |              |              | ✔️                   | ✔️                   | ✔️           | ✔️           | ✔️       |
| 吉打      | ✔️           | ✔️           |              |              |                      |                      | ✔️           |              |          |
| 玻璃市    | ✔️           | ✔️           |              |              |                      |                      | ✔️           | ✔️           |          |
| 吉隆坡    | ✔️           | ✔️           |              |              |                      |                      | ✔️           |              |          |
| 槟城      | ✔️           | ✔️           |              |              |                      |                      | ✔️           |              |          |
| 柔佛      | ✔️           | ✔️           |              |              |                      |                      | ✔️           |              |          |
| 彭亨      |              |              |              |              |                      |                      | ✔️           | ✔️           |          |
| 霹雳      | ✔️           |              |              |              |                      |                      | ✔️           |              |          |
| 登嘉楼    | ✔️           |              |              |              | ✔️                   |                      | ✔️           | ✔️           |          |
| 砂拉越    | ✔️           | ✔️           |              |              |                      |                      | ✔️           |              |          |

https://www.queerlapis.com/legal-resource-laws-part-1-laws/ （页面存档备份，存于）

## 社会看法
| 调查：LGBT是否为犯罪行为？ | 调查：LGBT是否为犯罪行为？ | 调查：LGBT是否为犯罪行为？ |
| 意见/看法                  | 意见/看法                  | 百分比                     |
| -------------------------- | -------------------------- | -------------------------- |
| 认同                       | 非常认同                   | 24 / 100                   |
| 认同                       | 有点认同                   | 11 / 100                   |
| 中立                       | 中立                       | 25 / 100                   |
| 不认同                     | 有点不认同                 | 12 / 100                   |
| 不认同                     | 非常不认同                 | 28 / 100                   |

| 意见/看法      | 年龄层   | 百分比（%） |
| -------------- | -------- | ----------- |
| 应被社会接受   | 综合     | 9 / 100     |
| 应被社会接受   | 50岁以上 | 11 / 100    |
| 应被社会接受   | 30-49岁  | 10 / 100    |
| 应被社会接受   | 18-29岁  | 7 / 100     |
| 不应被社会接受 | 综合     | 86 / 100    |
| 中立           | 综合     | 5 / 100     |

## 概况
| 事项                                                 | 合法性 | 合法性 | 合法性   | 合法性   |
| 事项                                                 | 穆斯林 | 穆斯林 | 非穆斯林 | 非穆斯林 |
| 事项                                                 | 男性   | 女性   | 男性     | 女性     |
| ---------------------------------------------------- | ------ | ------ | -------- | -------- |
| 同性性行为合法                                       | 否     | 否     | [ 註 3 ] | 是       |
| 同意年龄平等                                         | 否     | 否     | 否       | 否       |
| 反就业歧视法律                                       | 否     | 否     | 否       | 否       |
| 提供商品和服务的反歧视法律                           | 否     | 否     | 否       | 否       |
| 在所有其他领域的反歧视法律（包括间接歧视，仇恨言论） | 否     | 否     | 否       | 否       |
| 同性婚姻                                             | 否     | 否     | 否       | 否       |
| 同性伴侣关系                                         | 否     | 否     | 否       | 否       |
| 同性伴侣收养继子女                                   | 否     | 否     | 否       | 否       |
| 同性伴侣联合收养                                     | 否     | 否     | 否       | 否       |
| 单身人士（无论性取向）收养                           | 是     | 是     | 是       | 是       |
| 同性恋军人允许公开服役                               |        |        |          |          |
| 有权改变法律性别                                     | [ 12 ] | [ 12 ] | [ 12 ]   | [ 12 ]   |
| 穿着異性服裝的合法性                                 | /      | /      | 是       | 是       |
| 男同性恋情侣商业代孕                                 | 否     | 否     | 否       | 否       |
| 女同性恋试管婴儿                                     | 否     | 否     | 否       | 否       |
| 男男性接触人群（MSM）允许献血                        | 否     | 否     | 否       | 否       |

## 历任首相的态度

### 马哈迪的态度
2018年7月21日，马来西亚时任首相马哈迪针对马来西亚人权委员会（SUHAKAM）的声明做出回应时指出，马来西亚不会接受LGBT权益和同性婚姻，不赞成「西方价值观」。
|                            | 虽然政府尊重马来西亚人权委员会（SUHAKAM）就许多人权问题提出的建议，但有些事情只适用于西方。我们同意SUHAKAM提出的建议，但我们必须提醒他们，我们的价值观与西方国家不同。他们更自由，我们并不是。即使在西方国家被接受为人权，我们仍然无法接受某些事情。 |
| ——时任马来西亚首相敦马哈迪 | |

2019年3月24日，马来西亚时任首相马哈迪在一场回应马来西亚联邦政府签署罗马规约的记者会上指出，联邦政府在签署该规约时只会接受好的条规，并强调联邦政府拒绝可笑价值观（意指LGBT权益）在马来西亚实行。
|                            | 举例来说，罗马规约给予所有人绝对自由做任何事情。现在有男人娶男人，女人嫁女人。我不知道这些人结婚后可以做什么，但这是非常可笑的人，我们不会像他们一样可笑。 |
| ——时任马来西亚首相敦马哈迪 | |

### 纳吉的态度

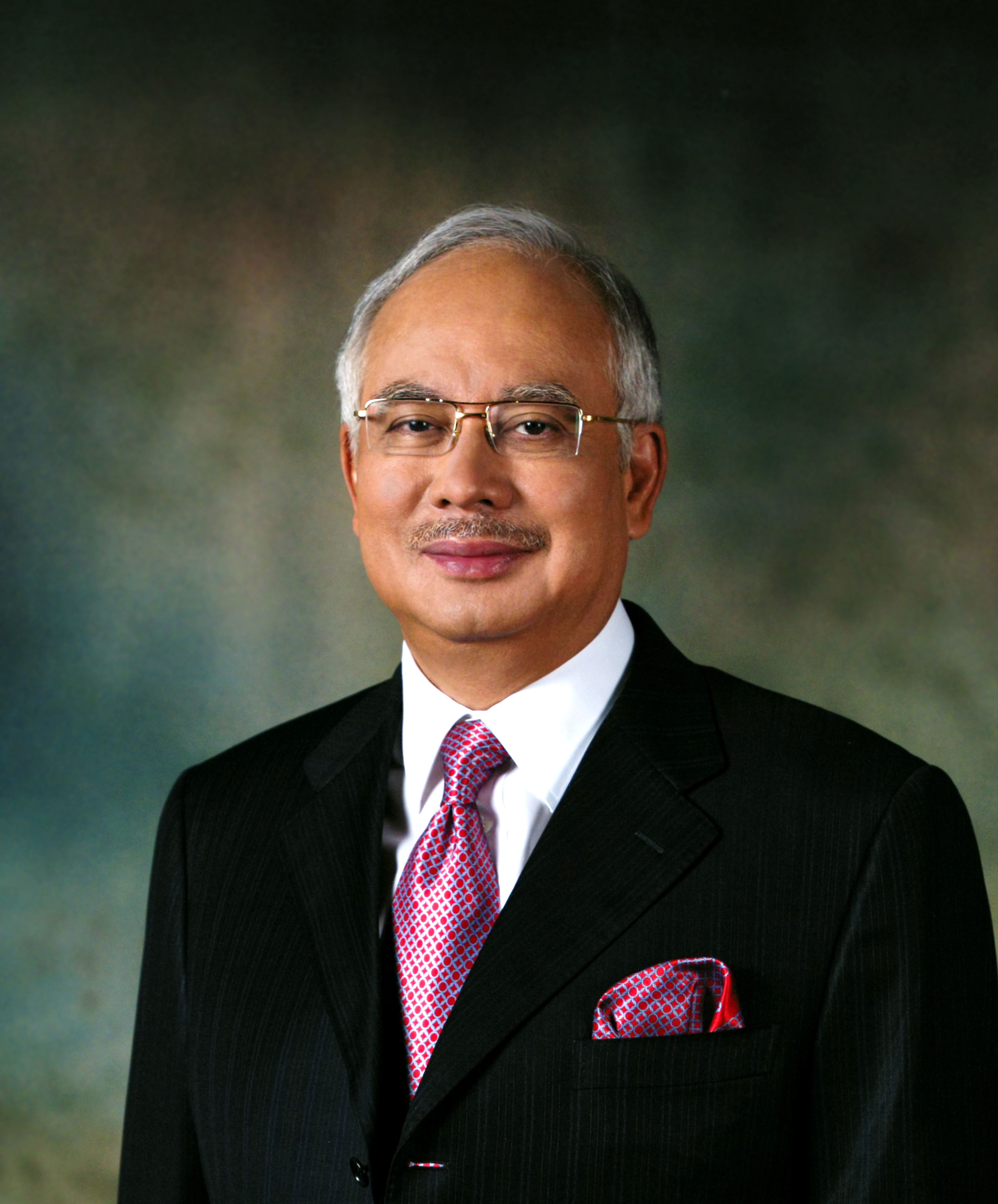
纳吉

马来西亚第六任首相纳吉·阿都拉萨担任首相期间曾多次表明拒绝承认LGBT权益。在2012年6月27日，他表示绝不认同同性恋、双性恋和变性者在马来西亚的社会地位，并确保自由主义与多元主义思想无法在马来西亚立足，以捍卫伊斯兰的圣洁教义。同年7月19日，纳吉会见超过1万名宗教司与清真寺委员时，标签同性恋、双性恋与跨性别群体，以及自由主义派及多元主义派是伊斯兰教的敌人。之后人权观察亚洲区副总裁菲罗伯森（Phil Robertson）曾发表公开信，敦促纳吉尊重LGBT，并认为马来西亚法律、政策和政策落实违反了国际对保护LGBT权益的准绳。
2015年8月，纳吉在雪兰莪州的一场国际伊斯兰讨论会上发表讲话时指出，马来西亚不应该支持更多的LGBT权益。他同时指出，马来西亚作为穆斯林居多的国家，政府承诺将会竭尽所能维护和捍卫人权，但只能是在不和伊斯兰教义有很大冲突的情况下。马来西亚不能再捍卫更多「极端的人权」如男同性恋，女同性恋和变性者权利。对此国际人权组织炮轰纳吉，挑战纳吉如果不严肃看待及重视人权问题、维护人权的话，就应该退出联合国。
Although universal human rights have been defined, we still define human rights in the country in the context of Islam and the Shariah.
2017年9月22日，纳吉在吉隆坡的一场全国伊历元旦庆祝活动上指出：“同性恋、双性恋和跨性别（LGBT）肯定会被我们拒绝，它在马来西亚没有立足之地。”。

## 相关事件
- 1994年，马来西亚政府曾经禁止任何有关同性恋，双性恋或变性者为主题的出版物在国营电视台（RTM）中出现，私营电视台则不受影响。[21]

- 2005年2月24日，马来西亚皇家海军总司令Mohd Anwar Mohd Nor指出，海军部队将永远不会接受同性恋者加入。[22]

- 2010年，马来西亚电影局表示该局允许电影中出现同性恋角色或人物，但是该角色必须「悔改」或死亡。[23][24]

- 2011年7月30日，马来西亚一对女同性情侣于柔佛州峇株巴轄縣举行華人傳統習俗婚礼，此婚礼被马来西亚媒体广传报导。[25]

- 2012年3月21日，士基央国会议员Baharum Mohamed在马来西亚国会下议院呼吁政府应当禁止有关LGBT的一切集会和出版物，并设立「同性恋治疗中心」以阻止同性恋事件继续发生。此言论随后被马来西亚媒体「当今大马」报导并谴责。当今大马指出世界卫生组织于1990年5月17日将同性恋从精神病名册中除名，事隔22年后在马来西亚竟然仍有人会说出「同性恋需要治疗」此等言论。[26]

- 2012年9月30日，马来西亚媒体星洲日报独家采访欧阳文风，欧阳文风在采访中表示自己庆幸是一名同性恋。此报道被刊登在当晚的星洲日报A报。[27]

- 2014年11月，布城上诉法院以违反联邦宪法保障的表达自由等权利为由，宣告森美兰州的「禁止跨性别装扮」法律违宪，即刻失效。[28]

- 2015年1月6日，马来西亚媒体东方日报作者「卡夕 K城小事」一篇题为「同性恋不正常？」的文章中对马来西亚LGBT权益的前景做出了评论，并认为同性恋本就不是不正常。[29]

在台灣，同性婚姻合法化已經進入立法院修法的階段了。這樣的事應該在未來50年都不會發生在馬來西亞。馬來西亞的同志比較可悲，還是要偷偷摸摸。馬來西亞人，你只是在面子書上很后現代，在社會上、思想上你其實很前現代。管你接不接受，同性戀都已經是后現代生活的一部分。他們是你城市生活的同事、閨蜜、設計師、上司、顧客、服務生、老師、偶想、前男友……可惜，馬來西亞還是歧視同性戀的，我們的國家甚至千方百計把我們扯到那個前現代的語境──安華雞姦案重複出現的文化現象，就應該被如此解讀。
- 2017年6月7日，马来西亚卫生部接见多位维权人士，包括跨性别维权人士妮莎雅尤（Nisha Ayub）和马来西亚艾滋病理事会代表。卫生部则发布声明回应，将把「性别不安」（Gender Dysphoria）类别更名为「性与性别」，并强调不歧视原则。[30]

- 2017年11月3日，一对来自马来西亚沙巴州亚庇的男同性恋情侣在马来西亚首都吉隆坡上演求婚记，并在个人Facebook上公开两人的求婚视频和爱情宣言。两人向马来西亚媒体星洲日报表示之后将会到国外进行注册和结婚。[31]

- 2018年7月9日，第14届马来西亚全国大选结束后，努曼因其性倾向受争议而宣布辞去马来西亚青年与体育部部长赛沙迪的临时新闻官一职。努曼受马来西亚媒体星洲日报采访时表示反对党的大量批评与威胁使他无法有效地完成任务，因此之后也不会再接受来自青体部的任何官职。赛沙迪随后在推特发表文告表示努曼永远都是他的兄弟，不后悔当初坚持聘请他，也会尊重他做的任何决定。[32]7月14日，星洲日报作者庄敏刊登了一篇名为「新马来西亚，容不下努曼？」的文章。

|                                    | 我们现在不是在讨论国家是否要认可LGBT的地位，这对大马来说，暂时还太遥远；即便国内许多保守人士及团体视LGBT为怪兽，但不能否认的是他们的确存在在我们的社会中，不冒犯任何人，他们为什么要因为自己的性取向，饱受舆论霸凌受到职场歧视与性歧视，不配找到工作？谁能告诉我，性取向和工作能力与表示有什么直接关系？是不是在所谓的「新马来西亚」，以后企业在面试新员工时首个问题不是询问过去的工作经验，而是「你喜欢男的还是女的？」。 |
| ——庄敏（马来西亚媒体星洲日报作者） | |

- 2018年7月11日，马来西亚人权委员会（SUHAKAM）主席丹斯里拉扎利伊斯梅尔（Razali Ismail）表示他支持努曼以及LGBT的倡导者。

|                                                                          | 一些公众因为他们的性取向以及LGBT非歧视行动主义的强烈反对之后而辞职事件的发生是一件其令人不安的事情，SUHAKAM对此感到「不舒服」。马来西亚政府应该根据我们的联邦宪法第8条确保其公民的平等，支持包括男女同性恋、双性恋和变性者在内的所有马来西亚人。政府也必须坚持不懈地坚持平等和不歧视的原则，其中包括男女同性恋，双性恋和变性者在内的所有人都应该不受歧视地获得教育，就业，住房和医疗服务。 |
| ——马来西亚人权委员会（SUHAKAM）主席丹斯里拉扎利伊斯梅尔（Razali Ismail） | |

- 2018年7月13日，Moaz Nair博士在一则「LGBT、同性恋和伊斯兰教」的文章中指出伊斯兰教很难接受LGBT权益，同时也指出了他对LGBT的看法。

|                 | 在一些穆斯林国家，对这种行为的惩罚可能很严重。伊斯兰教禁止这种行为，这在许多伊斯兰社会中也是禁忌。... 同性恋和双性恋也可以在非人类王国，动物和植物中找到。... 从宗教的角度来看，LGBT是由上帝预先确定的。这不是人类的创造。... LGBT不应该被低估。他们也有权作为公民生活。如果社会反对他们的存在和担心他们可能会影响他人，那么社会和LGBT人群都需要接受教育和咨询。 |
| ——Moaz Nair博士 | |

- 2019年3月6日，马来西亚旅游、艺术及文化部部长莫哈末丁可达比在德国柏林的记者会上被记者问及对于同性恋与犹太人而言，马来西亚是不是个安全的国家时，他表示马来西亚没有同性恋者，因此他无法回答这个问题。后来马来西亚媒体星报（The Star）曾因此事尝试联络莫哈末丁可达比的政治秘书，但并没有得到任何回应。[36]

- 2021年2月25日，联邦法院九司一致裁决《1995年雪兰莪州伊斯兰刑事法》允许对非自然的性行为进行处罚的第28条文违宪，并宣判该条文无效。首席大法官东姑麦润指出，《1995年雪州伊斯兰刑事法令》第28条文所涉及的非自然性行为事项，只有国会有权制订法令约束。[37]

- 2023年5月24日，馬來西亞內政部以涉LGBT為由，突襲沒收價值上萬的Swatch彩虹系列手錶。[38]2024年11月25日，吉隆坡高等法院认为內政部扣押行動不合法，要求返还彩虹手表。[39]